# Maria Lúcia dos Santos
Maria Lúcia Netto dos Santos (Rio de Janeiro, 25 de março de 1953 — Belford Roxo, 17 de junho de 2012), foi uma política brasileira, viúva do primeiro prefeito de Belford Roxo, Jorge Júlio da Costa dos Santos.
Filha de Antonio Dias Neto e Nadir de Almeida Neto, sua primeira aparição política foi nas eleições de 1996, vencendo a campanha para a prefeitura de Belford Roxo, pelo Partido Progressista Brasileiro (PPB). Tentou a reeleição em 2000, mas perdeu para Waldir Zito. Foi filiada ao Partido da Social Democracia Brasileira (PSDB), entre 1997 e 2001.
Em 2002, elegeu-se deputada federal pelo Partido do Movimento Democrático Brasileiro (PMDB), mas renunciou em 2004 para se candidatar pela terceira vez à prefeitura, conquistando novamente o cargo.
Maria Lucia pretendia candidatar-se novamente à prefeitura Belford Roxo no ano de 2012, mas morreu em sua residência no dia 17 de junho, vítima de um infarto e seu corpo foi velado na Câmara dos Vereadores do município na tarde do mesmo dia, e o prefeito Alcides Rolim decretou luto por três dias.